# Blagnac (métro de Toulouse)
Blagnac est une future station de la ligne C du métro de Toulouse, située sur la commune de Blagnac entre les stations de Saint-Martin-du-Touch et Sept Deniers - Stade Toulousain. Il s'agira de la seule station de la ligne à assurer une correspondance avec le tramway de Toulouse, et notamment la future ligne Aéroport Express, plaçant l'aéroport de Toulouse-Blagnac à 6 minutes de la station. Les travaux débutent en 2023, pour une mise en service envisagée en 2028.

## Caractéristiques
La station Blagnac se situera sur la commune de Blagnac, au niveau du rond-point Jean-Maga, porte d'entrée de la commune. La création de cette station entraîne la transformation de l'actuelle ligne T2 du tramway de Toulouse en ligne "Aéroport Express", plaçant la station à 6 minutes de l'aéroport de Toulouse-Blagnac. Après la création de cette ligne, Colomiers se retrouvera alors à 20 minutes de l'aéroport (gain de 35 minutes), la gare Matabiau à 24 minutes (gain de 14 minutes) et Labège à 44 minutes (gain de 35 minutes). Par ailleurs, cette station sera également desservie par l'actuelle ligne T1 du tramway de Toulouse, avec le rajout d'une station, entre les stations actuelles de Ancely et Servanty Airbus. La station devrait donc être, du fait de toutes ces correspondances, l'une des plus fréquentées de l'ensemble de la future troisième ligne du métro toulousain, et un pôle d'échange majeur de l'agglomération toulousaine.
Cette station sera facilement accessible depuis l'échangeur n°2 de l'autoroute A621.
Des ascenseurs de grande capacité assureront le transfert des usagers depuis le quai du métro jusqu’au quai de la ligne Aéroport Express et de la station du tramway T1. Cette correspondance sera plus courte que celle existante entre la ligne A et la ligne B de la station Jean-Jaurès.

## Construction
Le lancement des travaux est intervenu en 2022, pour une mise en service complète en 2028.

## Aménagement culturel
La station accueillera une œuvre de Laure Catugier.